# Fly High!
Fly High! (japonsky フライハイ!, Furai Hai!) je japonská šódžo manga o třech svazcích, jejíž autorkou je Nacumi Óči. Manga původně vycházela v japonském časopisu Ribon nakladatelství Šúeiša v letech 2008 až 2009. V Česku ji vydávalo nakladatelství Zoner Press v letech 2011 až 2013 pod názvem Fly High! Leť výš.